# 6741 Liyuan
6741 Liyuan eller 1994 FX är en asteroid i huvudbältet som upptäcktes den 31 mars 1994 av de båda japanska astronomerna Kazuro Watanabe och Kin Endate vid Kitami-observatoriet. Den är uppkallad efter den kinesiska astronomen Li Yuan.
Asteroiden har en diameter på ungefär 4 kilometer och den tillhör asteroidgruppen Flora.